# 绵毛离壁壳
绵毛离壁壳（学名：Cystotheca lanestris）是属于白粉菌目白粉菌科离壁壳属的一种真菌，寄生在壳斗科植物上。该种分布于中国、日本、美国。